# Sundbybergs kommunvapen

"Åskan" i vapnet framställs på ett sätt som har varit vanlig sedan antiken, men syftar hos Sundbyberg på elektrisk industri, medan kugghjulen är en symbol för mekanisk industri

Sundbybergs kommunvapen fastställdes 1928 för Sundbybergs stad och syftar på elektrisk och mekanisk industri, som tidigt präglade denna Stockholmsförort. Sundbyberg är en sentida utbrytning och har ingen gammal historia att inspireras av när det gäller vapenbild.
Ingen sammanläggning skedde vid kommunreformerna och vapnet överfördes per automatik till Sundbybergs kommun och registrerades för denna 1974.

## Blasonering
Blasonering: I silversköld en röd bjälke belagd med en åska av samma metall åtföljd av trenne röda kugghjul två över och ett under.

## Vapen för tidigare kommuner inom den nuvarande kommunen

### Duvbo municipalsamhälle
Duvbo municipalsamhälle (tidigare: Dufvebohlet, hade ett vapen fastställt 30 juni 1943 med blasoneringen: I fält av silver ett grönt äppelträd med röda äpplen. Detta vapens giltighet upphörde 1 januari 1949 i samband med municipalsamhällets upplösning och inkorporering med Sundbybergs stad. Vapnet används dock fortfarande i olika sammanhang av "duvboiter".

Duvbo municipalsamhälle (1943-1948)